# Undekanol
Undekanol (1-undekanol, undekan-1-ol, undecil alkohol, hendekanol) je masni alkohol. Undekanol je bezbojna, u vodi nerastvorna tečnost sa tačkom topljenja od 19 ° i tačkom ključanja od 243 °.

## Industrijska upotreba i produkcija
Undekanol ima ima miris cvetnih citrusa, i mastan ukus. On se koristi kao začin hrane. On se proizvodi redukcijom 1-undekanala.

## Raprostranjenost u prirodi
1-Undekanol se prirodno javlja u mnogim vrstama hrane, poput voća (uključujući jabuke i banane), puter, jajima i pečenoj svinjetini.

## Toksičnost
Undekanol može da iritira kožu, oči i pluća. Unos može da bude štetan. Njegova toksičnost je na sličnom nivou sa etanolom.

## Literatura
- Burdock, George A. (1997). Encyclopedia of Food and Color Additives. CRC Press. стр. 2879.  978-0-8493-9416-4. Архивирано из оригинала 10. 01. 2013. г. Приступљено 22. 10. 2012.
- Burdock, George A. (1997). Encyclopedia of Food and Color Additives. CRC Press. стр. 2879.  978-0-8493-9416-4. Архивирано из оригинала 10. 01. 2013. г. Приступљено 22. 10. 2012.